# Faye Dancer
Faye Katherine Dancer (Santa Monica, 24 aprile 1925 – Los Angeles, 22 maggio 2002) è stata una giocatrice di baseball statunitense di ruolo esterno nella All-American Girls Professional Baseball League (AAGPBL).
È stata introdotta nella National Women's Baseball Hall of Fame nel 2002.

## Biografia
Nata nel 1925 in California, terza di quattro figli di James e Olive (nata Pope) Dancer. Suo padre lavorava al Dipartimento dell'Acqua e dell'Energia della città di Los Angeles e in seguito divenne proprietario di un negozio di elettrodomestici e ha sponsorizzato una squadra di softball locale per un lungo periodo. Faye mente studiava alla Santa Monica High School cominciò a giocare a softball per la squadra Dr Pepper che prendeva nome dalla bevanda omonima che la sponsorizzava. Ha anche frequentato la University High School a West Los Angeles, dove ha infranto un record di basket in tutta la città segnando 42 canestri in un solo minuto. Ha anche corso un percorso ad ostacoli in 9,4 secondi e ha corso il mezzo miglio in 2 minuti e 42 secondi.
Dopo la laurea nel 1941 cominciò a giocare a softball a livello professionale nel campionato della California meridionale, poi nel 1944 venne notata dai talent scout dell'All-American Girls Professional Baseball League ed entrò nella squadra dei Minneapolis Millerettes, in seguito giocò con Fort Wayne Daisies e nelle Peoria Redwings, nonostante i pessimi risultati delle squadre in cui militò dimostrò di essere una delle migliori giocatrici del campionato ma terminò la carriera nel 1948 a causa dei numerosi infortuni.
Nel 1950 ritornò nelle Peoria Redwings ma raggiunse il penultimo posto in classifica e decise di ritirarsi definitivamente. Viene ricordata come una donna dallo spirito tenace e libera, era conosciuta come il jolly e non amava le regole. Dancer fumava e beveva, e dopo che il suo fidanzato Johnny fu ucciso in azione durante la Seconda guerra mondiale, non pensò mai di sposare nessun altro, nonostante avesse un numero significativo di pretendenti.
Durante la bassa stagione, Dancer lavorava come tecnico dell'elettronica nella Howard Hughes Aircraft Company. Dopo la sua carriera nel baseball, ha lavorato per 35 anni in una compagnia di produzione di energia elettrica a Santa Monica e ha anche aperto un'attività di elettronica con la sua collega e amica di lunga data Pepper Paire.
Visse a Santa Monica con il fratello Richard fino al 1990, in seguito si trasferì a Los Angeles; poco dopo le venne diagnosticato un tumore alla mammella. Entro un mese dalla diagnosi, subì un intervento chirurgico per rimuovere il suo seno sinistro insieme a 18 linfonodi e perse il lavoro.
Nel 2001, i Sacramento River Cats tennero una cerimonia in cui Dancer lanciò la prima palla a Pepper Paire. Dancer insistette per lanciarla da tutta la distanza nonostante le sue condizioni di salute, poco dopo cominciò la chemioterapia. Morì all'UCLA Medical Center nel 2002 a 77 anni durante un intervento per rimuovere il cancro. Nello stesso anno fu inserita nella National Women's Baseball Hall of Fame, tra i migliori giocatori della lega femminile.

## Aneddoti
Prima della stagione 1945, Dancer e Pepper Paire si fermarono in Arizona per vedere Jim Thorpe, una leggenda americana dello sport e campione olimpico ai Giochi di Stoccolma del 1912. A quel tempo, Thorpe aveva una squadra di baseball chiamata The Thunderbirds, ma non aveva abbastanza soldi per pagare le stanze d'albergo della squadra, così entrambe le ragazze si offrirono di restare e giocare a una partita di baseball per raccogliere il denaro necessario.
A Dancer è ispirato il personaggio Mae Mordabito interpretato da Madonna nel film Ragazze vincenti del 1992.